# Arrondissement di Châtellerault
L'arrondissement di Châtellerault è una suddivisione amministrativa francese, situata nel dipartimento della Vienne e nella regione della Nuova Aquitania.

## Composizione
L'arrondissement di Châtellerault raggruppa 96 comuni in 12 cantoni:
- cantone di Châtellerault-Nord
- cantone di Châtellerault-Ovest
- cantone di Châtellerault-Sud
- cantone di Dangé-Saint-Romain
- cantone di Lencloître
- cantone di Loudun
- cantone di Moncontour
- cantone di Monts-sur-Guesnes
- cantone di Pleumartin
- cantone di Saint-Gervais-les-Trois-Clochers
- cantone di Les Trois-Moutiers
- cantone di Vouneuil-sur-Vienne